# Anne-Julie Schütt
Anne-Julie Schütt (Horsens, 1990) es una deportista danesa que compite en vela en la clase 49er FX. Su hermana Maiken compitió en el mismo deporte.
Ganó una medalla de plata en el Campeonato Mundial de 49er de 2016 y una medalla de bronce en el Campeonato Europeo de 49er de 2015.

## Palmarés internacional
| \| Campeonato Mundial \| Campeonato Mundial \| Campeonato Mundial \| Campeonato Mundial \| \| Año \| Lugar \| Medalla \| Clase \| \| ------------------ \| --------------------------- \| ------------------ \| ------------------ \| \| 2016 \| Clearwater (Estados Unidos) \| Medalla de plata \| 49er FX \| \| Campeonato Europeo \| \| \| \| \| Año \| Lugar \| Medalla \| Clase \| \| 2015 \| Oporto (Portugal) \| Medalla de bronce \| 49er FX \| |                             |                   |         |
| Campeonato Mundial |                             |                   |         |
| Año | Lugar                       | Medalla           | Clase   |
| 2016 | Clearwater (Estados Unidos) | Medalla de plata  | 49er FX |
| Campeonato Europeo |                             |                   |         |
| Año | Lugar                       | Medalla           | Clase   |
| 2015 | Oporto (Portugal)           | Medalla de bronce | 49er FX |